# Thiago de Joaldo
Jose Thiago Alves de Carvalho (São Paulo, 20 de junho de 1982) é um advogado e político brasileiro, filiado ao Progressistas (PP).
Nas eleições de 2022, foi eleito deputado federal pelo Sergipe com 45.698 votos (0,72% dos votos válidos) .